# اونتربرایتسباخ
اونتربرایتسباخ (به آلمانی: Unterbreizbach) یک شهر در آلمان است که در وارتبورگکرایس واقع شده‌است. اونتربرایتسباخ ۳٬۹۶۵ نفر جمعیت دارد.

## خواهرخوانده
شهر هالترن آم زه خواهرخواندهٔ اونتربرایتسباخ هست.